# Włodzimierz Rutkowski
Włodzimierz Albin Rutkowski (ur. 1 marca 1915 w Warszawie, zm. 7 listopada 1992 tamże) – polski malarz.
Zainteresowanie malarstwem obudził w małym Włodzimierzu wuj, którym był malarz Aleksander Wołowski. Gdy jego ojciec Józef Rutkowski otrzymał stanowisko profesora muzyki w Liceum Krzemienieckim, cała rodzina przeniosła się do Krzemieńca. Tam duży wpływ na zdolności plastyczne Rutkowskiego miał nauczyciel plastyki. Po powrocie do Warszawy Włodzimierz Rutkowski uczęszczał do Miejskiej Szkoły Sztuk Zdobniczych i Malarstwa, jednym z wykładowców był artysta malarz Czesław Wasilewski, który starał się swoim uczniom zaszczepić swój styl malarstwa. Włodzimierz Rutkowski zaprzyjaźnił się z Wasilewskim i podobnie jak on tworzył nastrojowe pejzaże i wizerunki koni. Jego prace uczestniczyły w licznych wystawach organizowanych w warszawskich galeriach, a za sprawą Emilii Wołowskiej, która była jego ciotką również w innych miastach Polski. Po II wojnie światowej przez pewien czas mieszkał we Włocławku, w 1960 powrócił do Warszawy i swoją uwagę zwrócił na pejzaże miejskie i wizerunki miasta. Prace Włodzimierza Rutkowskiego z tego okresu uczestniczą w wystawach w Niemczech, Austrii i Stanach Zjednoczonych.
Spoczywa na Cmentarzu ewangelicko-augsburskim w Warszawie (aleja 44a, rząd 112).